# Espiral de la muerte (patinaje artístico)

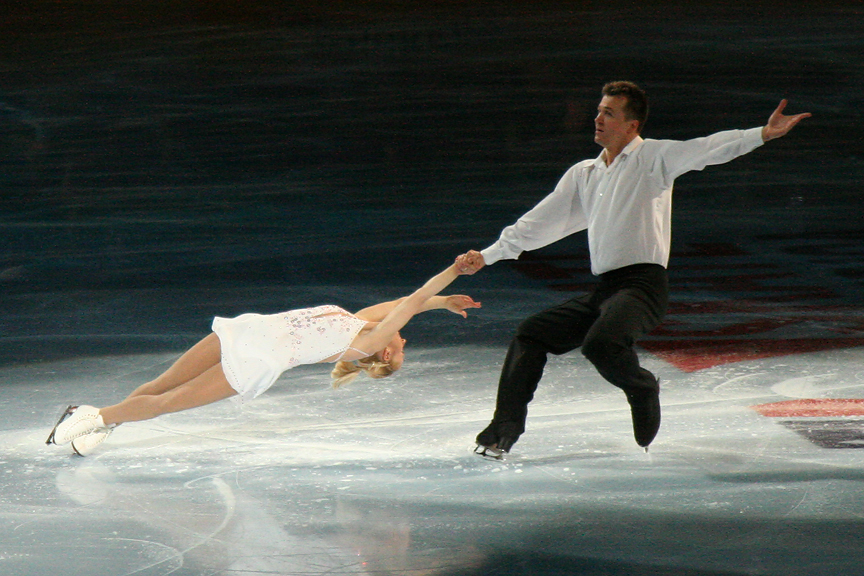
Dorota Siudek y Mariusz Siudek haciendo el espiral de la muerte

La espiral de la muerte es un elemento obligatorio del patinaje artístico sobre hielo en pareja. En este elemento el hombre actúa como pivote, anclado en el hielo por la serreta del patín y sostiene la mano de la mujer mientras esta describe un círculo alrededor de su pareja con el cuerpo casi paralelo al hielo. En 2011, la ISU introdujo el requisito de que la cabeza de la mujer debe en algún momento alcanzar el nivel de la rodilla de su pierna de apoyo sobre el hielo patinaje para recibir una puntuación, el hombre debe mantener la posición de pivote y la espiral de la muerte debe mantenerse por una cantidad mínima de una rotación, dependiendo del nivel.

## Variaciones
Las espirales de la muerte se clasifican en cuatro variedades, según se realicen sobre el filo interno o externo del patín y patinando hacia delante o hacia atrás. Las espirales de la muerte sobre el filo exterior se consideran más difíciles, y la espiral de la muerte exterial hacia delante es la más difícil de todas.
La pareja puede aumentar su puntaje incorporando una entrada o salida difícil, adoptando ciertas posiciones complicadas o cambiando de mano durante la ejecución del elemento.

## Historia
La espiral de la muerte externa fue inventada en 1928 por Charlotte Oelschlagel y Curt Neumann, aunque al principio ejecutaba sujetándose por ambas manos y sin que la mujer se inclinase totalmente hacia el hielo. La versión actual con una sola mano fue obra de la pareja canadiense Suzanne Morrow y Wallace Diestelmeyer en la década de 1940. Las otras variantes de la espiral de la muerte fueron inventadas por Ludmila Belousova y Oleg Protopopov en la década de 1960, quienes les asignaron los siguientes nombres: «espiral cósmica» (interior hacia atrás), «espiral de la vida» (interna hacia adelante) y «espiral del amor» (externa hacia adelante).

## Sistema de evaluación de la ISU
Bajo el sistema de evaluación de la ISU, la espiral de la muerte se abrevia como "Ds" (inglés) en el protocolo y precedida por una F mayúscula o B que indica la dirección y una minúscula "i" o "o" para denotar el filo; el nivel aparece como un dígito tras las letras.
La espiral de la muerte es uno de los elementos obligatorios del programa corto. El filo y la dirección requeridos cambian cada temporada.